# Prvoslav Vujčić
Prvoslav Vujčić (Požarevac, 20 luglio 1960) è uno scrittore serbo, attualmente residente in Canada.

## Opere
- Pensieri di un cadavere (Razmišljanja jednog leša), 2004
- Belgrado, è tutto il buono, da Toronto a voi (Beograde, dobro je, bi' iz Toronta tebi), 2004
- Castrazione del vento (Kastriranje vetra), 2005
- Nono punto dell'universo (Deveto koleno sve/mira), 2005